# Station Borsukówka
Station Borsukówka is een spoorwegstation in de Poolse plaats Borsukówka.